# Leonid Spirin
Leonid Vasilijevitj Spirin (ryska: Леонид Васильевич Спирин), född 20 augusti 1932 i Moskva oblast, död 23 februari 1982, var en sovjetisk friidrottare.
Spirin blev olympisk mästare på 20 kilometer gång vid olympiska sommarspelen 1956 i Melbourne.